# Carychium biondii
Carychium biondii is een slakkensoort uit de familie van de Ellobiidae. De wetenschappelijke naam van de soort is voor het eerst geldig gepubliceerd in 1882 door Paulucci.